# 2010 год в кино
В данной статье представлены списки топ-10 самых кассовых фильмов года, самих фильмов, вышедших в течение года, и наград, полученных фильмами за 2010 год.

## Лидеры проката
| Место | Название                            | Прокатчик                       | Во всём мире   | В США        | Кроме США    | В России (в $) |
| ----- | ----------------------------------- | ------------------------------- | -------------- | ------------ | ------------ | -------------- |
| 1     | История игрушек: Большой побег      | Walt Disney Pictures            | $1 066 969 703 | $415 004 880 | $651 964 823 | $6 641 512     |
| 2     | Алиса в стране чудес                | Walt Disney Pictures            | $1 025 467 110 | $334 191 110 | $691 276 000 | $42 114 337    |
| 3     | Гарри Поттер и Дары Смерти. Часть 1 | Warner Bros.                    | $960 431 568   | $296 131 568 | $664 300 000 | $26 306 807    |
| 4     | Начало                              | Warner Bros.                    | $839 381 898   | $292 576 195 | $535 745 837 | $21 691 531    |
| 5     | Шрек навсегда                       | Paramount Pictures (DreamWorks) | $752 600 867   | $238 736 787 | $513 864 080 | $51 362 770    |
| 6     | Сумерки. Сага. Затмение             | Summit Entertainment            | $698 491 347   | $300 531 751 | $397 959 596 | $26 363 413    |
| 7     | Железный человек 2                  | Paramount Pictures              | $623 933 331   | $312 433 331 | $311 500 000 | $14 762 084    |
| 8     | Рапунцель: Запутанная история       | Walt Disney Pictures            | $591 794 936   | $200 821 936 | $390 973 000 | $23 380 205    |
| 9     | Гадкий я                            | Universal Pictures              | $543 113 985   | $251 513 985 | $291 600 000 | $11 143 555    |
| 10    | Как приручить дракона               | Paramount Pictures (DreamWorks) | $494 878 759   | $217 581 231 | $277 581 231 | $23 460 585    |

## Фильмы

### Зарубежные фильмы, демонстрировавшиеся в России в 2010 году

#### Январь
- 7 января — «Воины света»
- 14 января — «Простые сложности»
- 14 января — «Амелия»
- 14 января — «Мне бы в небо»
- 14 января — «Повелитель бури»
- 15 января — «Книга Илая»
- 21 января — «Душевная кухня»
- 22 января — «Наследие Вальдемара»
- 28 января — «Легион»
- 28 января — «Возмездие»
- 28 января — «Воображариум доктора Парнаса»
- 28 января — «Зубная фея»
- 28 января — «Материнство»
- 29 января — «Шпион по соседству»

#### Февраль
- 4 февраля — «Дориан Грей»
- 4 февраля — «Я ненавижу день Святого Валентина»
- 11 февраля — «Перси Джексон и похититель молний»
- 11 февраля — «Я люблю тебя, Филлип Моррис»
- 12 февраля — «Агора»
- 12 февраля — «День Святого Валентина»
- 18 февраля — «Остров проклятых»
- 18 февраля — «Из Парижа с любовью»
- 18 февраля — «Супруги Морган в бегах»
- 18 февраля — «Инкассатор»
- 18 февраля — «Дорога»
- 18 февраля — «Разумное сомнение»
- 18 февраля — «Однажды в Риме»
- 23 февраля — «Человек-волк»
- 25 февраля — «Дорогой Джон»
- 25 февраля — «Замёрзшие»
- 25 февраля — «Милые кости»
- 25 февраля — «Непокорённый»
- 26 февраля — «Безумцы»

#### Март
- 4 марта — «Алиса в стране чудес»
- 11 марта — «Слишком крута для тебя»
- 11 марта — «Четвёртый вид»
- 12 марта — «Не брать живым»
- 12 марта — «Помни меня»
- 18 марта — «Охотник за головами»
- 18 марта — «Как приручить дракона»
- 19 марта — «Потрошители»
- 25 марта — «Спуск 2»
- 25 марта — «Хлоя»
- 26 марта — «Битва титанов»

#### Апрель
- 1 апреля — «Месть пушистых»
- 8 апреля — «Безумное свидание»
- 8 апреля — «Крайние меры»
- 8 апреля — «22 пули: Бессмертный»
- 15 апреля — «Стать Джоном Ленноном» (англ. «Nowhere Boy»)
- 15 апреля — «Пипец»
- 15 апреля — «Химера»
- 21 апреля — «Ип Ман 2» (в Пекине)
- 22 апреля — «Моя ужасная няня 2»
- 28 апреля — «Железный человек 2»
- 30 апреля — «Кошмар на улице вязов»

#### Май
- 12 мая — «Робин Гуд»
- 13 мая — «Машина времени в джакузи»
- 20 мая — «Шрек навсегда»
- 26 мая — «Чёрная смерть»
- 26 мая — «Принц Персии: Пески времени»

#### Июнь
- 3 июня — «Территория тьмы»(3D)[2][3]
- 3 июня — «Секс в большом городе 2»
- 3 июня — «Побег из Вегаса»
- 3 июня — «Мармадюк»[4]
- 9 июня — «Команда-А»
- 10 июня — «Киллеры»
- 17 июня — «Двойной КОПец»
- 18 июня — «История игрушек: Большой побег»
- 18 июня — «Джона Хэкс»
- 24 июня — «Принцесса Мононоке»
- 30 июня — «Сумерки. Сага. Затмение»

#### Июль
- 1 июля — «Рыцарь дня»
- 8 июля — «Повелитель стихий»
- 8 июля — «Хищники»
- 8 июля — «Гадкий я»
- 15 июля — «Ученик чародея»
- 22 июля — «Необычайные приключения Адель»
- 22 июля — «Начало»
- 29 июля — «Солт»
- 29 июля — «Кошки против собак: Месть Китти Галор» (3D)
- 29 июля — «Центурион»

#### Август
- 5 августа — «Одноклассники»
- 5 августа — «Коллекционер»
- 5 августа — «Братья»
- 5 августа — «Мартышки в космосе: Ответный удар»[5]
- 5 августа — «Призрак»
- 12 августа — «Шаг вперёд 3D»
- 12 августа — «Неудержимые»
- 19 августа — «Шевели ластами!» (3D)
- 19 августа — «Каратэ-пацан»
- 19 августа — «Скотт Пилигрим против всех»
- 26 августа — «Пираньи 3D»
- 26 августа — «Двойная жизнь Чарли Сан-Клауда»

#### Сентябрь
- 1 сентября — «Американец»
- 2 сентября — «Меня зовут Кхан»
- 2 сентября — «Мачете»
- 2 сентября — «Вампирский засос»
- 9 сентября — «Последнее изгнание дьявола»
- 9 сентября — «Океаны»
- 9 сентября — «На расстоянии любви»
- 10 сентября — «Обитель зла в 3D: Жизнь после смерти»
- 16 сентября — «Убийца внутри меня»
- 16 сентября — «Чат»
- 16 сентября — «Альфа и Омега: Клыкастая братва»
- 23 сентября — «Дьявол»
- 30 сентября — «Легенды ночных стражей»
- 30 сентября — «Уолл-стрит: Деньги не спят»
- 30 сентября — «Монстры»
- 30 сентября — «Копы в глубоком запасе»
- 30 сентября — «Тайна в его глазах»

#### Октябрь
- 6 октября — «Забери мою душу»
- 7 октября — «Немыслимое»
- 7 октября — «Ешь, молись, люби»
- 7 октября — «Молоко скорби»
- 8 октября — «Альфа и Омега 2»
- 14 октября — «РЭД»
- 14 октября — «Стоун»
- 14 октября — «Жизнь, как она есть»
- 14 октября — «Погребённый заживо»
- 14 октября — «Святой Джон из Лас-Вегаса»[6]
- 14 октября — «Шальные деньги»[7]
- 21 октября — «13»
- 21 октября — «Паранормальное явление 2»
- 21 октября — «Город воров»
- 21 октября — «Сезон охоты 3»
- 21 октября — «Девушка, которая играла с огнём»
- 28 октября — «Пила 3D»
- 28 октября — «Социальная сеть»
- 28 октября — «Мегамозг»

#### Ноябрь
- 4 ноября — «Впритык»
- 4 ноября — «Мальчики-налётчики»
- 11 ноября — «Письмо счастья»[8]
- 11 ноября — «Отличница лёгкого поведения»
- 18 ноября — «Артур и война двух миров»
- 18 ноября — «Где-то»
- 18 ноября — «Неотразимая Тамара»[9]
- 18 ноября — «Три дня на побег»
- 19 ноября — «Гарри Поттер и Дары Смерти: часть 1»
- 25 ноября — «Впусти меня. Сага»
- 25 ноября — «Неуправляемый»
- 25 ноября — «Рапунцель: Запутанная история»

#### Декабрь
- 2 декабря — «Быстрее пули»
- 2 декабря — «Путь воина»
- 2 декабря — «Чудаки 3D»
- 3 декабря — «Три метра над уровнем неба»
- 9 декабря — «Убойные каникулы»
- 9 декабря — «Хроники Нарнии: Покоритель Зари»
- 9 декабря — «Принцесса де Монпансье»
- 17 декабря — «Трон: Наследие»
- 23 декабря — «Знакомство с Факерами 2»

### Отечественные фильмы и фильмы постсоветских республик

#### Белоруссия

##### Ноябрь
- 11 ноября — «Масакра»

#### РФ
- «Приливы туда-сюда»

##### Январь
- 7 января — «Счастливый конец»
- 21 января — «Наша Russia. Яйца судьбы»

##### Февраль
- 4 февраля 
  - «Европа-Азия»[10]
  - «Кандагар»
- 11 февраля — «Фонограмма страсти»
- 18 февраля — «Мы из будущего 2»

##### Март
- 4 марта 
  - «О чём говорят мужчины»
  - «Апельсиновый сок»[11]
- 18 марта — «Белка и Стрелка. Звёздные собаки»
- 25 марта — «Фобос. Клуб страха»

##### Апрель
- 1 апреля 
  - «Как я провёл этим летом»
  - «Дом Солнца»
- 4 апреля — «Поп»
- 15 апреля 
  - «На игре 2. Новый уровень»
  - «Прячься!»
- 22 апреля — «Утомлённые солнцем 2: Предстояние»

##### Май
- 6 мая — «Глухарь в кино»

##### Июнь
- 10 июня — «Золотое сечение»[12]
- 17 июня — «Чужая»

##### Сентябрь
- 2 сентября 
  - «Москва, я люблю тебя!»
  - «На ощупь»
  - «Дочь якудзы»
- 16 сентября 
  - «Цветок дьявола»
  - «Детям до 16»
- 23 сентября — «Край»
- 30 сентября — «Про любоff»

##### Октябрь
- 7 октября — «Тёмный мир»
- 13 октября — «Кочегар»
- 14 октября — «Ярослав. Тысячу лет назад»
- 28 октября 
  - «Овсянки»
  - «На измене»

##### Ноябрь
- 11 ноября — «Кто я?»
- 25 ноября — «Не скажу»

##### Декабрь
- 16 декабря — «Ёлки»
- 30 декабря — «Три богатыря и Шамаханская царица»

#### Фильмы совместных производителей

##### Двух и более стран

###### Март
- 4 марта — «Любовь в большом городе 2» (Украина-РФ-США)
- 25 марта — «Ирония любви» (РФ-Казахстан)

###### Сентябрь
- 16 сентября — «Игла Remix» (РФ-Казахстан)

###### Ноябрь
- 4 ноября — «Брестская крепость» (Белоруссия-РФ)

## Телесериалы

### Латиноамериканские сериалы
- Я твоя хозяйка (Мексика)

### Российские сериалы
- Брат за брата
- Серафима прекрасная
- Шахта
- Побег
- Интерны
- Реальные пацаны

## 3D кино, начало работ
В 2010 году начались работы над полнометражном фильме «Крепость», дата показа в кинотеатрах: 1 января 2015, режиссёр Фёдор Дмитриев

## Награды

### Critics' Choice Movie Awards
15-я церемония вручения наград премии Critics' Choice Movie Awards Ассоциацией телекинокритиков США и Канады прошла 15 января 2010 года.
- Лучший фильм: «Повелитель бури»
- Лучший режиссёр: Кэтрин Бигелоу — «Повелитель бури»
- Лучшая мужская роль: Джефф Бриджес — «Сумасшедшее сердце»
- Лучшая женская роль: Сандра Буллок — «Невидимая сторона» и Мэрил Стрип — «Джули и Джулия: Готовим счастье по рецепту»
- Лучшая мужская роль второго плана: Кристоф Вальц — «Бесславные ублюдки»
- Лучшая женская роль второго плана: Моник — «Сокровище»
- Лучший(-ая) молодой (-ая) актёр/актриса: Сирша Ронан — «Милые кости»
- Лучший актёрский состав: «Бесславные ублюдки»
- Лучший сценарий: Квентин Тарантино— «Бесславные ублюдки»
- Лучший адаптированный сценарий: Джейсон Райтман, Шелдон Тёрнер — «Мне бы в небо»
- Лучший анимационный фильм: «Вверх»
- Лучший фильм на иностранном языке: «Разомкнутые объятия»

### Премия «Золотой глобус»
67-я церемония вручения наград американской премии «Золотой глобус» состоялась 17 января 2010 года в отеле «Беверли-Хилтон», Лос-Анджелес, США. Ведущим церемонии выступили американский комик Рики Джервейс. Почётная награда имени Сесиля Б. Де Милля за жизненные достижения в области кинематографа была вручена режиссёру Мартину Скорсезе.
- Лучший фильм (драма): «Аватар»
- Лучший фильм (комедия или мюзикл): «Мальчишник в Вегасе»
- Лучший режиссёр: Джеймс Кэмерон — «Аватар»
- Лучшая мужская роль (драма): Джефф Бриджес — «Сумасшедшее сердце»
- Лучшая женская роль (драма): Сандра Буллок — «Невидимая сторона»
- Лучшая мужская роль (комедия или мюзикл): Роберт Дауни младший — «Шерлок Холмс»
- Лучшая женская роль (комедия или мюзикл): Мэрил Стрип — «Джули и Джулия: Готовим счастье по рецепту»
- Лучшая мужская роль второго плана: Кристоф Вальц — «Бесславные ублюдки»
- Лучшая женская роль второго плана: Моник — «Сокровище»
- Лучший сценарий: Джейсон Райтман, Шелдон Тёрнер — «Мне бы в небо»
- Лучший анимационный фильм: «Вверх»
- Лучший фильм на иностранном языке: «Белая лента»

### Кинофестиваль «Сандэнс»
Кинофестиваль «Сандэнс-2010» прошёл с 21 по 31 января 2010 года в городе Парк-Сити, штат Юта, США.
- Лучший американский художественный фильм: «Зимняя кость»
- Лучший зарубежный художественный фильм: «По волчьим законам»
- Лучший американский документальный фильм: «Рестрепо»
- Лучший зарубежный документальный фильм: «Красная капелла»

### Премия «Золотой орёл»
8-я церемония вручения наград премии «Золотой орёл» состоялась 29 января 2010 года в первом павильоне киноконцерна «Мосфильм».
- Лучший игровой фильм: «Стиляги»
- Лучший неигровой фильм: «Рерберг и Тарковский: Обратная сторона „Сталкера“»
- Лучший анимационный фильм: «Правдивая история о трёх поросятах»
- Лучшая режиссёрская работа: Карен Шахназаров за работу над фильмом «Палата № 6»
- Лучший сценарий: Юрий Коротков, Валерий Тодоровский, Евгений Маргулис за сценарий к фильму «Стиляги»
- Лучшая мужская роль: Богдан Ступка за роль в фильме «Тарас Бульба»
- Лучшая женская роль: Наталья Негода за роль в фильме «Бубен, барабан»
- Лучшая мужская роль второго плана: Сергей Гармаш за роль в фильме «Стиляги»
- Лучшая женская роль второго плана: Нина Усатова за роль в фильме «Поп»
- Лучший зарубежный фильм в российском прокате:   «Миллионер из трущоб»

### Премия Гильдии киноактёров США
16-я церемония вручения премии Гильдии киноактёров США за заслуги в области кинематографа и телевидения за 2009 год состоялась 23 января 2010 года в Лос-Анджелесе.
- Лучшая мужская роль: Джефф Бриджес — «Сумасшедшее сердце»
- Лучшая женская роль: Сандра Буллок — «Невидимая сторона»
- Лучшая мужская роль второго плана: Кристоф Вальц — «Бесславные ублюдки»
- Лучшая женская роль второго плана: Моник — «Сокровище»
- Лучший актёрский состав: «Бесславные ублюдки»
- Лучший каскадёрский состав: «Звёздный путь»

### Премия гильдия режиссёров Америки
62-я церемония вручения премий Американской гильдии режиссёров за заслуги в области кинематографа и телевидения за 2009 год состоялась 30 января 2010 года в Лос-Анджелесе.
- Лучший фильм: «Повелитель бури», реж. Кэтрин Бигелоу
- Лучший документальный фильм: «Бухта», реж. Луи Психойос

### Берлинский кинофестиваль
60-й Берлинский международный кинофестиваль проходил с 11 по 21 февраля 2010 года Берлине, Германия. В основной конкурс вошло 20 лент, в том числе фильм Алексея Попогребского «Как я провёл этим лето» Жюри основного конкурса возглавлял немецкий режиссёр Вернер Херцог.
- Золотой медведь: «Мёд», реж. Семих Капланоглу ()
- Гран-при жюри (Серебряный медведь): «Хочу свистеть — свищу!», реж. Флорин Шербан (  )
- Серебряный медведь за лучшую режиссёрскую работу: Роман Полански, «Призрак» (  )
- Серебряный медведь за лучшую мужскую роль: Григорий Добрыгин и Сергей Пускепалис за «Как я провёл этим летом» ()
- Серебряный медведь за лучшую женскую роль: Синобу Терадзима за «Червяк» ()
- Серебряный медведь за лучший сценарий: Ван Цюйанань, На Джин за «Вместе порознь» ()

### Премия BAFTA
63-я церемония вручения наград британской премии «BAFTA» состоялась 21 февраля 2011 года в Королевском театре Ковент-Гарден в Лондоне, Великобритания.
- Лучший фильм: «Повелитель бури»
- Лучший британский фильм: «Аквариум»
- Лучший фильм на иностранном языке: «Пророк»
- Лучший режиссёр: Кэтрин Бигелоу — «Повелитель бури»
- Лучшая мужская роль: Колин Фёрт — «Одинокий мужчина»
- Лучшая женская роль: Кэри Маллиган — «Воспитание чувств»
- Лучшая мужская роль второго плана: Кристоф Вальц — «Бесславные ублюдки»
- Лучшая женская роль второго плана: Моник — «Сокровище»
- Лучший оригинальный сценарий: Марк Боал — «Повелитель бури»
- Лучший адаптированный сценарий: Джейсон Райтман, Шелдон Тёрнер — «Мне бы в небо»
- Лучший анимационный фильм: «Вверх»

### Премия «Сезар»
35-я церемония вручения наград премии «Сезар» за заслуги в области французского кинематографа за 2009 год состоялась 27 февраля 2010 года в театре «Шатле» (Париж, Франция)
- Лучший фильм: «Пророк»
- Лучший фильм на иностранном языке:  «Гран Торино»
- Лучший режиссёр: Жак Одиар — «Пророк»
- Лучшая мужская роль: Тахар Рахим — «Пророк»
- Лучшая женская роль: Изабель Аджани — «Последний урок»
- Лучшая мужская роль второго плана: Нильс Ареструп — «Пророк»
- Лучшая женская роль второго плана: Эммануэль Дево — «Всё сначала»
- Лучший оригинальный сценарий: Тома Бидеген, Жак Одиар, Абдель Рауф Дафри, Николас Пефелли — «Пророк»
- Лучший адаптированный сценарий: Стефан Бризе, Флоренс Виньон, Эрик Ольдер — «Мадемуазель Шамбон»

### Премия «Независимый дух» (Independent Spirit Awards)
25-я церемония вручения премии «Независимый дух», ориентированной в первую очередь на американское независимое кино, за 2009 год состоялась 5 марта 2010 года в Лос-Анджелесе.
- Лучший фильм: «Сокровище»
- Лучший режиссёр: Ли Дэниелс — «Сокровище»
- Лучшая мужская роль: Джефф Бриджес — «Сумасшедшее сердце»
- Лучшая женская роль: Габури Сидибе — «Сокровище»
- Лучшая мужская роль второго плана: Вуди Харрельсон — «Посланник»
- Лучшая женская роль второго плана: Моник — «Сокровище»
- Лучший сценарий: Скотт Нойстедтер, Майкл Х. Уэбер— «500 дней лета»
- Лучший фильм на иностранном языке: / «Воспитание чувств»

### Премия «Оскар»
82-я церемония вручения наград американской премии «Оскар» состоялась 7 марта 2010 года в театре «Кодак», Лос-Анджелес, США. Ведущим церемонии был актёры Алек Болдуин и Стив Мартин.
- Лучший фильм: «Повелитель бури»
- Лучший режиссёр: Кэтрин Бигелоу — «Повелитель бури»
- Лучшая мужская роль: Джефф Бриджес — «Сумасшедшее сердце»
- Лучшая женская роль: Сандра Буллок — «Невидимая сторона»
- Лучшая мужская роль второго плана: Кристоф Вальц — «Бесславные ублюдки»
- Лучшая женская роль второго плана: Моник — «Сокровище»
- Лучший оригинальный сценарий: Марк Боал — «Повелитель бури»
- Лучший адаптированный сценарий: Джеффри Флетчер, Сапфир — «Сокровище»
- Лучший анимационный фильм: «Вверх»
- Лучший фильм на иностранном языке:  «Тайна в его глазах»

### Премия «Ника»
23-я церемония вручения наград премии «Ника» состоялась 31 марта 2010 года в Московском театре оперетты.
- Лучший игровой фильм: «Полторы комнаты, или Сентиментальное путешествие на родину»
- Лучший фильм стран СНГ и Балтии: «Мелодия для шарманки» ( Украина)
- Лучший неигровой фильм: «Рерберг и Тарковский: Обратная сторона „Сталкера“»
- Лучший анимационный фильм: «Очумелов»
- Лучшая режиссёрская работа: Андрей Хржановский за работу над фильмом «Полторы комнаты, или Сентиментальное путешествие на родину»
- Лучший сценарий: Юрий Арабов и Андрей Хржановский за сценарий к фильму «Полторы комнаты, или Сентиментальное путешествие на родину»
- Лучшая мужская роль: Владимир Ильин за роль в фильме «Палата № 6» и Олег Янковский за роль в фильме «Царь»
- Лучшая женская роль: Светлана Крючкова за роль в фильме «Похороните меня за плинтусом»
- Лучшая мужская роль второго плана: Максим Суханов за роль в фильме «Человек, который знал всё», Сергей Дрейден за роль в фильме «Сумасшедшая помощь» и Роман Мадянов за роль в фильме «Петя по дороге в Царствие Небесное»
- Лучшая женская роль второго плана: Мария Шукшина за роль в фильме «Похороните меня за плинтусом»

### MTV Movie Awards
Церемония вручения кинонаград канала MTV за состоялась 6 июня 2010 года в Лос-Анджелесе. Ведущей стал актёр Азиз Ансари.
- Лучший фильм года: «Сумерки. Сага. Новолуние»
- Лучшая мужская роль: Роберт Паттинсон — «Сумерки. Сага. Новолуние»
- Лучшая женская роль: Кристен Стюарт — «Сумерки. Сага. Новолуние»
- Прорыв года: Анна Кендрик — «Мне бы в небо»

### Каннский кинофестиваль
63-й Каннский международный кинофестиваль проходил с 12 по 23 мая 2010 года в Каннах, Франция. В основной конкурс вошло 19 лент, в том числе фильм Никиты Михалкова «Утомлённые солнцем 2: Предстояние». Жюри основного конкурса возглавил американский режиссёр Тим Бёртон.
- Золотая пальмовая ветвь: «Дядюшка Бунми, который помнит свои прошлые жизни», реж. Апичатпон Вирасетакул ()
- Гран-при: «О людях и богах», реж. Ксавье Бовуа ()
- Приз жюри: «Человек, который кричит», реж. Махамат Салех Харун ()
- Лучший режиссёр: Матьё Амальрик за «Турне» ()
- Лучший сценарий: Ли Чан Дон за «Поэзия» ()
- Лучшая мужская роль: Хавьер Бардем за «Бьютифул» () и Элио Джермано за «Наша жизнь» ()
- Лучшая женская роль: Жюльет Бинош за «Копия верна» ()

### «Кинотавр»
21-й открытый российский кинофестиваль «Кинотавр-2010» проходил с 6 по 13 июня 2010 года в Сочи. Жюри возглавил режиссёр, продюсер, Генеральный директор киноконцерна «Мосфильм» Карен Шахназаров.
- Лучший фильм: «Перемирие», реж. Светлана Проскурина
- Лучший режиссёр: Сергей Лозница, «Счастье моё»
- Лучший дебют: «Пропавший без вести», реж. Анна Фенченко
- Лучшая мужская роль: Иван Добронравов, фильм «Перемирие»
- Лучшая женская роль: Мария Звонарёва, фильм «Человек у моря»
- Лучшая операторская работа: Роман Васьянов, «Явление природы»
- Лучший сценарий: Ануш Варданян, Андрей Стемпковский, Гиви Шавгулидзе, фильм «Обратное движение»

### Московский международный кинофестиваль
32-й Московский международный кинофестиваль прошёл в Москве с 17 по 26 июня 2010 года. Председателем жюри основного конкурса был французский режиссёр, сценарист и продюсер Люк Бессон. В основном конкурсе участвовали 17 фильмов, в том числе «Воробей» Юрия Шиллера. Главный приз кинофестиваля, «Золотой Георгий», получил фильм «Брат» режиссёра Марселя Раскина ().

### Премия «Сатурн»
36-я церемония вручения наград премии «Сатурн» за заслуги в области фантастики, фэнтези и фильмов ужасов состоялась 24 июня 2010 года в городе Бербанк (Калифорния, США).
- Лучший научно-фантастический фильм: «Аватар»
- Лучший фильм-фэнтези: «Хранители»
- Лучший фильм ужасов/триллер: «Затащи меня в Ад»
- Лучший приключенческий фильм/боевик: «Бесславные ублюдки»
- Лучший полнометражный мультфильм: «Монстры против пришельцев»
- Лучший иностранный фильм: «Район № 9» (, , , )
- Лучший режиссёр: Джеймс Кэмерон — «Аватар»
- Лучшая мужская роль: Сэм Уортингтон — «Аватар»
- Лучшая женская роль: Зои Салдана — «Аватар»
- Лучшая мужская роль второго плана: Стивен Лэнг — «Аватар»
- Лучшая женская роль второго плана: Сигурни Уивер — «Аватар»
- Лучший сценарий: Джеймс Кэмерон — «Аватар»

### Венецианский кинофестиваль
67-й Венецианский международный кинофестиваль проходил с 1 по 11 сентября 2010 года в Венеции, Италия. В основной конкурс вошло 23 ленты, в том числе «Овсянки» Алексея Федорченко. Жюри основного конкурса возглавлял американский режиссёр и сценарист Квентин Тарантино.
- Золотой лев: «Где-то», реж. София Коппола ()
- Серебряный лев за лучшую режиссёрскую работу: Алекс де ла Иглесиа, «Печальная баллада для трубы» ( )
- Особый приз жюри: «Необходимое убийство», реж. Ежи Сколимовский (   )
- Золотые Озеллы за лучший сценарий: Алекс де ла Иглесиа, «Печальная баллада для трубы» ( )
- Кубок Вольпи за лучшую мужскую роль: Винсент Галло за роли в фильме «Необходимое убийство» (   )
- Кубок Вольпи за лучшую женскую роль: Ариана Лабед за роль в фильме «Аттенберг» ()

### Премия Европейской киноакадемии
23-я церемония континентальной премии Европейской академии кино состоялась 4 декабря 2010 года в столице Эстонии, Таллине.
- Лучший фильм: «Призрак» (  )
- Лучший режиссёр: Роман Полански — «Призрак» (  )
- Лучший сценарий: Роберт Харрис и Роман Полански — «Призрак» (  )
- Лучшая мужская роль: Юэн МакГрегор — «Призрак» (  )
- Лучшая женская роль: Сильви Тестю — «Лурд» (  )
- Приз зрительских симпатий — «Господин Никто» (   )

### Премия «Белый слон»
13-я церемония кинопремии Гильдии киноведов и кинокритиков России «Белый слон» прошла 22 декабря в Москве.
- Лучший фильм: «Кочегар»
- Лучшая режиссёрская работа: Алексей Балабанов — «Кочегар»
- Лучший фильм-дебют: «Счастье моё»
- Лучший мужская роль: Григорий Добрыгин и Сергей Пускепалис— «Как я провёл этим летом»
- Лучшая женская роль: Ольга Демидова — «Обратное движение»
- Лучший мужская роль второго плана: Евгений Миронов — «Утомлённые солнцем 2: Предстояние»
- Лучшая женская роль второго плана: Рената Литвинова — «Мелодия для шарманки» и Юлия Пересильд — «Край»
- Лучший документальный фильм: «Outro»
- Лучший анимационный фильм: «Со вечора дождик»
- Лучший сценарий: Денис Осокин — «Овсянки»

## Лидеры проката

### Лидеры российского проката
- Список лидеров кинопроката России и СНГ 2010 года

### Лидеры проката США
- Список лидеров кинопроката США 2010 года